# Ioan Tomuța
Ioan Tomuța (n. 1891, Comuna Dobra, Hunedoara, Regatul Ungariei – d. 1976, Deva, Republica Socialistă România) a fost un deputat în Marea Adunare Națională de la Alba Iulia, organismul legislativ reprezentativ al „tuturor românilor din Transilvania, Banat și Țara Ungurească”, cel care a adoptat hotărârea privind Unirea Transilvaniei cu România, la 1 decembrie 1918.

## Biografie
Participă la primul Război Mondial, iar în toamna anului 1918 activează în Garda Națională din Dobra. A fost funcționar la primăria din Dobra și membru în Frontul Plugarilor.

## Activitatea politică
Ca deputat în Adunarea Națională din 1 decembrie 1918, Ioan Tomuța a fost delegat al Reuniunii soldaților din Dobra. La 1 decembrie 1968 a participat la aniversarea semicentenarului Unirii, primind medalia comemorativă.

## Lectură suplimetară
- Daniela Comșa, Eugenia Glodariu, Maria M. Jude, Clujenii și Marea Unire, Muzeul Național Transilvania, Cluj-Napoca, 1998
- Florea Marin, Medicii și Marea Unire, Editura Tipomur, Târgu Mureș, 1993
- Silviu Borș, Alexiu Tatu, Bogdan Andriescu, (coord.), Participanți din localități sibiene la Marea Adunare Națională de la Alba Iulia din 1 decembrie 1918, Editura Armanis, Sibiu, 2015
- Gelu Neamțu, Mircea Vaida-Voevod, 1 decembrie 1918. Mărturii ale participanților, vol. I-II, Editura Academiei Române, București, 2005, ISBN 973-27-1258-9 (vol. I); ISBN 973-27-1264-3 (vol. II).